# Randy Weston

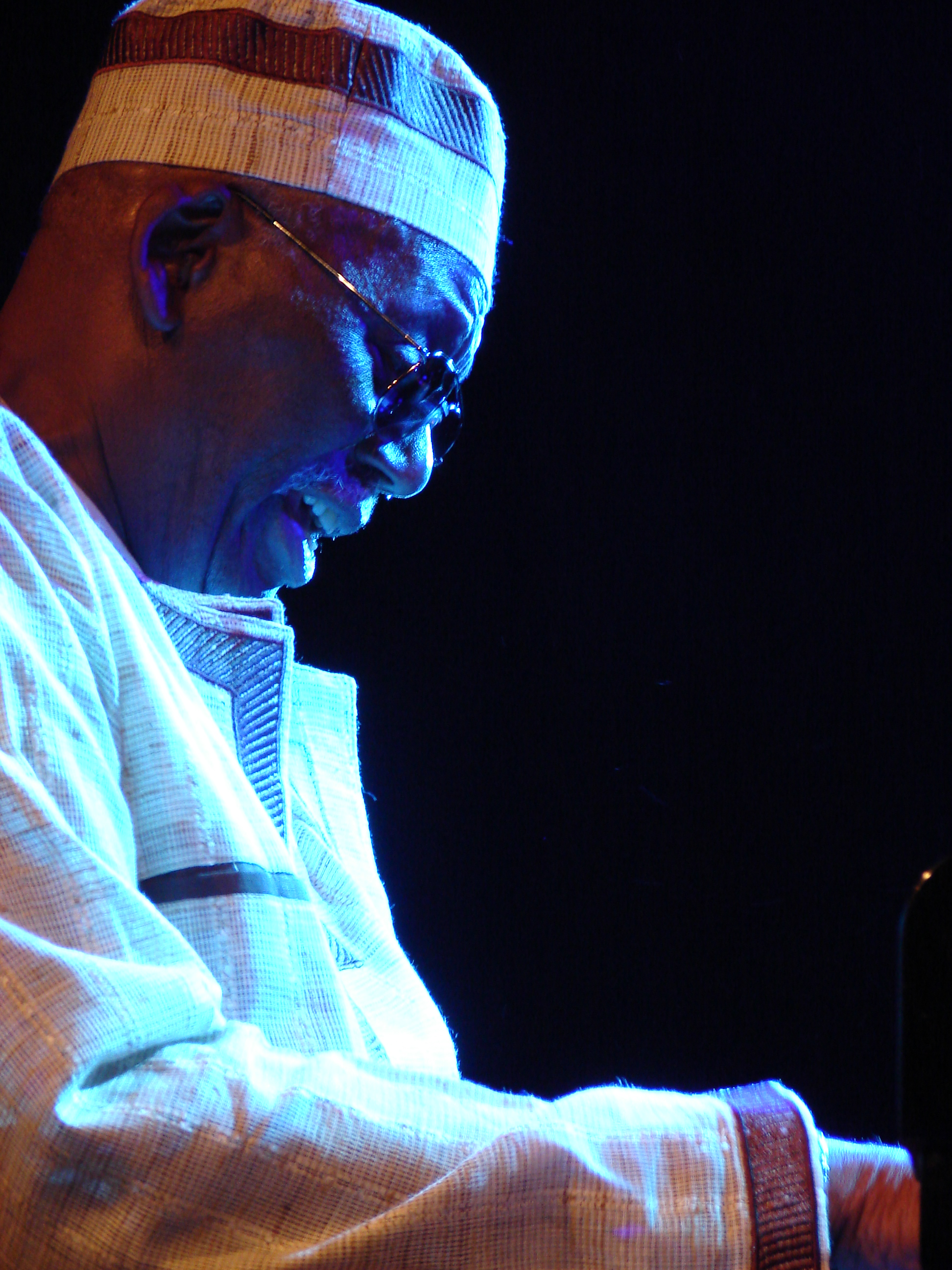
Randy Weston (2007)

Randolph E. „Randy“ Weston (* 6. April 1926 in Brooklyn, New York City; † 1. September 2018 ebendort) war ein US-amerikanischer Jazzpianist und -komponist.

## Leben und Wirken
Weston begann seine Laufbahn in den späten 1940er Jahren in den Rhythm-and-Blues-Bands von Bull Moose Jackson, Frank „Floorshow“ Culley und Cleanhead Vinson. 1949 arbeitete er bei Art Blakey, 1953 bei Kenny Dorham, 1954 bei Cecil Payne. Anschließend war er beim Schallplattenlabel Riverside angestellt (1954–55), gründete dann seine eigene Combo, mit der er ein erstes Album für das Label Dawn einspielte, und gab außerdem Unterricht. Er entwickelte ein Interesse für die afrikanische Kultur, nahm 1958 am Newport Jazz Festival teil und besuchte 1961 und 1963 Nigeria sowie 1967 West- und Nordafrika. 1968 ließ er sich in Marokko nieder, um dann – unterbrochen von einem Aufenthalt in den USA (1972/73), wo er u. a. als Gastsolist bei Charles Mingus and Friends in Concert auftrat – in Europa zu leben. Mitte der 1980er lebte er wieder in Marokko, um Anfang der 1990er-Jahre in die USA zurückzukehren.
Einige der Kompositionen von Weston wurden bereits in den 1950ern zu Standards, beispielsweise Hi-Fly und Little Niles. Er war einer der ersten afroamerikanischen Musiker, die nicht nur afrikanische Perkussion, sondern auf seiner Platte Uhuru Africa (1960, mit u. a. Clark Terry, Slide Hampton, Yusef Lateef, Armando Peraza und Babatunde Olatunji) auch afrikanische (anti-kolonialistische) Rezitation in Swahili und auf Highlife (1963, mit Booker Ervin) auch afrikanische Popmusik in ihre Werke aufnahmen. Spätere Alben wie The Spirit of Our Ancestors (1991, mit Dizzy Gillespie und Pharoah Sanders) reflektieren die Musik der marokkanischen Gnawa-Bruderschaften. Über mehr als 30 Jahre hat Weston bei seinen Projekten mit der Arrangeurin Melba Liston zusammengearbeitet. Sein Sohn, der Perkussionist Azzedin Weston, hat zu einigen seiner Produktionen beigetragen.
2001 erhielt er die NEA Jazz Masters Fellowship, 2014 den mit $ 275.000 dotierten Doris Duke Artist Award
Seit 2016 ist das Archiv von Randy Weston mit zahlreichen Manuskripten, Partituren, Aufnahmen, Fotos und umfangreicher Korrespondenz im Eigentum der Bibliothek der US-amerikanischen Harvard-Universität.

## Diskographie (als Bandleader)
- 1954: Cole Porter in a Modern Mood (Riverside) – 10-inch LP
- 1955: The Randy Weston Trio (Riverside) – 10-inch LP
- 1955: Get Happy with the Randy Weston Trio (Riverside)
- 1956: With These Hands... (Riverside)
- 1955–56: Trio and Solo (Riverside) – mit allen Stücken von The Randy Weston Trio
- 1956: Jazz à la Bohemia (Riverside)
- 1956: The Modern Art of Jazz by Randy Weston (Dawn) – auch veröffentlicht als How High the Moon (Biograph)
- 1957: Piano á la Mode (Jubilee)
- 1958: New Faces at Newport (MetroJazz)
- 1959: Little Niles (United Artists)
- 1959: Destry Rides Again (United Artists)
- 1959: Live at the Five Spot (United Artists)
- 1960: Uhuru Afrika (Roulette)
- 1963: Highlife (Colpix)
- 1964: Randy (Bakton) – später veröffentlicht als  African Cookbook (Atlantic) im Jahr 1972
- 1965: Berkshire Blues (Freedom [1977])
- 1964–65: Blues (Trip)
- 1966: Monterey '66 (Verve)
- 1969: African Cookbook (Polydor)
- 1969: Niles Littlebig (Polydor)
- 1972: Blue Moses (CTI)
- 1973: Tanjah (Polydor)
- 1974: Carnival (Freedom; Mitschnitt vom Montreux Jazz Festival 1974)
- 1974: Informal Solo Piano (Hi-Fly)
- 1975: Blues to Africa (Freedom)
- 1975: African Nite (Owl)
- 1975: African Rhythms (Le Chant du Monde)
- 1976: Randy Weston Meets Himself (Pausa)
- 1976: Perspective (Denon)
- 1978: Rhythms-Sounds Piano (Cora)
- 1984: Blue (Arch)
- 1987: The Healers (Black Saint) – mit David Murray
- 1989: Portraits of Thelonious Monk: Well You Needn't (Verve)
- 1989: Portraits of Duke Ellington: Caravan (Verve)
- 1989: Self Portraits: The Last Day (Verve)
- 1991: The Spirits of Our Ancestors (Verve)
- 1992: Marrakech in the Cool of the Evening (Verve/Gitanes)
- 1992: The Splendid Master Gnawa Musicians of Morocco (Verve/Gitanes)
- 1993: Volcano Blues (Verve/Gitanes)
- 1995: Saga (Verve)
- 1997: Earth Birth [mit dem Montreal String Orchestra] (Verve)
- 1998: Khepera (Verve)
- 1999: Spirit! The Power of Music (Arkadia Jazz)
- 2002: Ancient Future (Mutable)
- 2004: Nuit Africa (Enja)
- 2006: Zep Tepi (Random Chance)
- 2009: The Storyteller (Motéma Music)
- 2013: The Roots of the Blues (Sunnyside Records)
- 2017: The African Nubian Suite (African Rhythms)
- 2018: Sound — Solo Piano (African Rhythms)

### Video
- Randy Weston mit Gnawa Musikern